# Ernest Victor Hareux

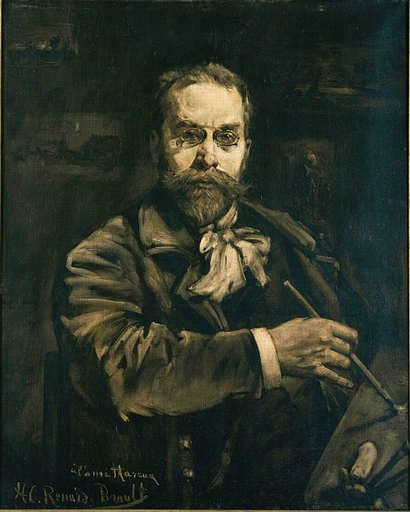
Retrato de Hareux por Renard-Brault en 1890

Ernest Victor Hareux (París, 18 de febrero de 1847-Grenoble, 16 de febrero de 1909), fue un pintor paisajista francés.

## Biografía

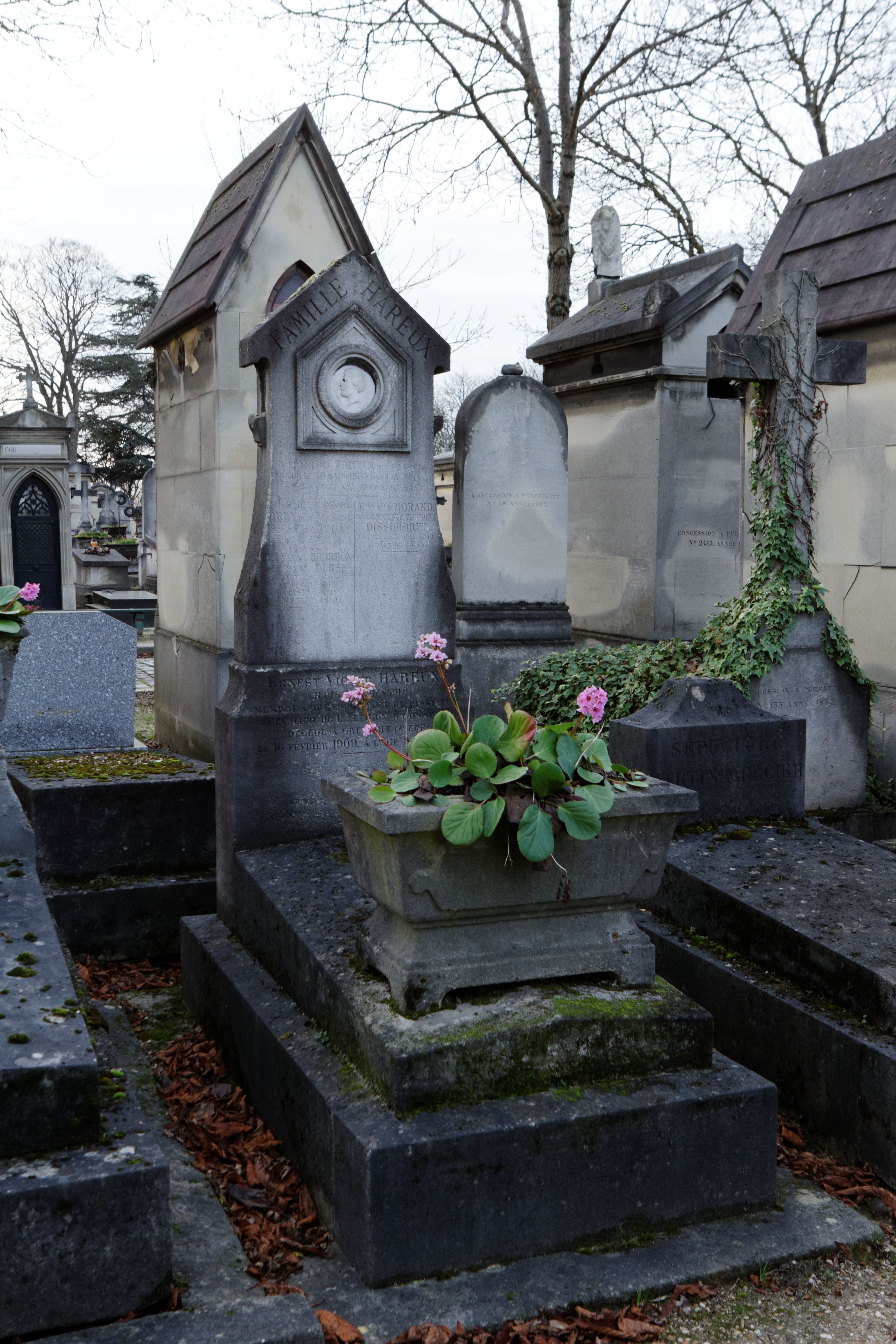
Tumba en el cementerio de Père-Lachaise de París

A los 10 ya estaba dibujando. Era un admirador de Alexandre Calame y Gustave Doré. Estudió en París con Charles Busson, Émile Bin, Léon Germain Pelouse, Trottin y Levasseur. Presentó su primera obra en el Salón de 1868 y obtuvo una medalla de 3 clase en el de 1880. Se especializó en el paisaje y se convirtió en miembro de la Sociedad de Artistas Franceses en 1883.
Pintó en Normandía y en Creuse, donde se incorporó a la escuela de Crozant y conoció a Laurent Guétal, quien lo invitó a viajar a Grenoble en 1887. El mal tiempo que le impidió pintar pareció desanimarlo, pero regresó al año siguiente. Terminó convirtiéndose en pintor de paisajes de montaña, amigo de Théodore Ravanat y otros pintores de la escuela de Proveysieux.
Integra así la escuela del Delfinado, que también cuenta entre sus miembros con Charles Bertier, Jean Achard y algunos otros. A veces se les conocía como paisajistas dauphinois.
Publica siete tratados de pintura de referencia (curso completo de pintura al óleo, arte, ciencia, profesión de pintor, etc.). También ilustra libros de montaña.
Hareux es conocido por sus pinturas de montaña. Fue miembro fundador de la Sociedad de Pintores de Montaña, vio en los paisajes alpinos un poder decorativo muy imponente que se presta admirablemente a las pinturas teatrales o panorámicas.
Fue nombrado Caballero de la Legión de Honor el 11 de octubre de 1906.
Es elegido el 11 de marzo de 1907 para el sillón 48 de la academia Delphinale.
Está enterrado en el cementerio Père Lachaise en París con su primera esposa Éléonore Druy y su madrastra Annette Victoire Dissoubret viuda de Morand. Su segunda esposa Anna Marguerite Morand, llamada Jack (o Jacqueline) Morand, mujer de letras, nacida el 30 de diciembre de 1855 en París 2 murió en Crozant (Creuse) el 11 de febrero de 1894.

Una calle de Grenoble lleva su nombre.

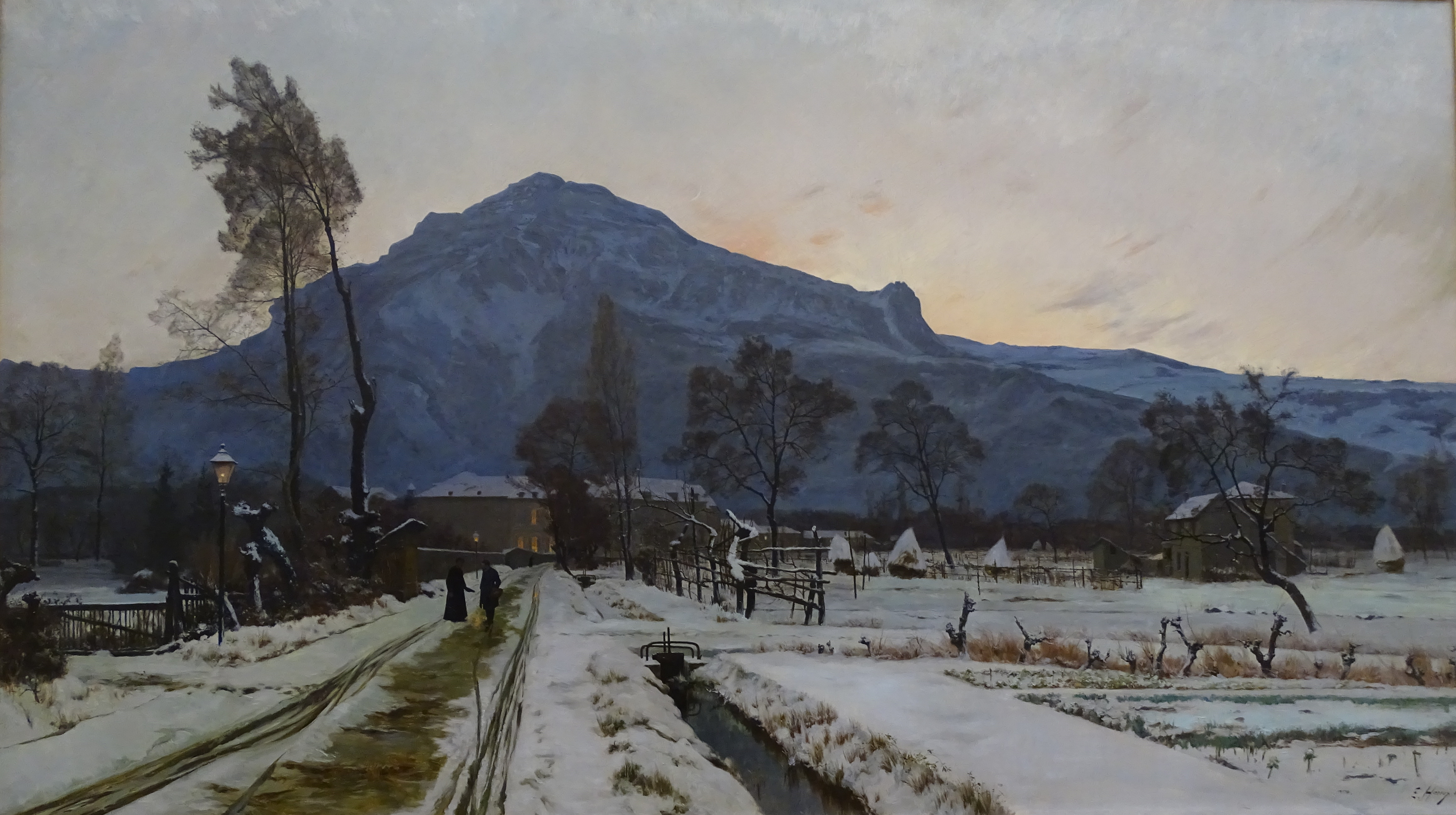
Abad Guétal y Ernest Hareux camino al seminario menor de Rondeau, óleo sobre lienzo de Ernest Hareux (museo de Grenoble)

## Obras
Entre sus obras, podemos citar:
- El camino del Petit Séminaire (Grenoble)
- El torrente de Etançons
- Crepúsculo de invierno en Grenoble
- La Romanche en Livet
- Un estanque en Fresselines (Creuse)
- Crepúsculo en el Valle de las Tumbas, óleo sobre madera; 27 x 41 cm, Gray (Alto Saona), museo Baron-Martin

André Albertin fue su alumno.

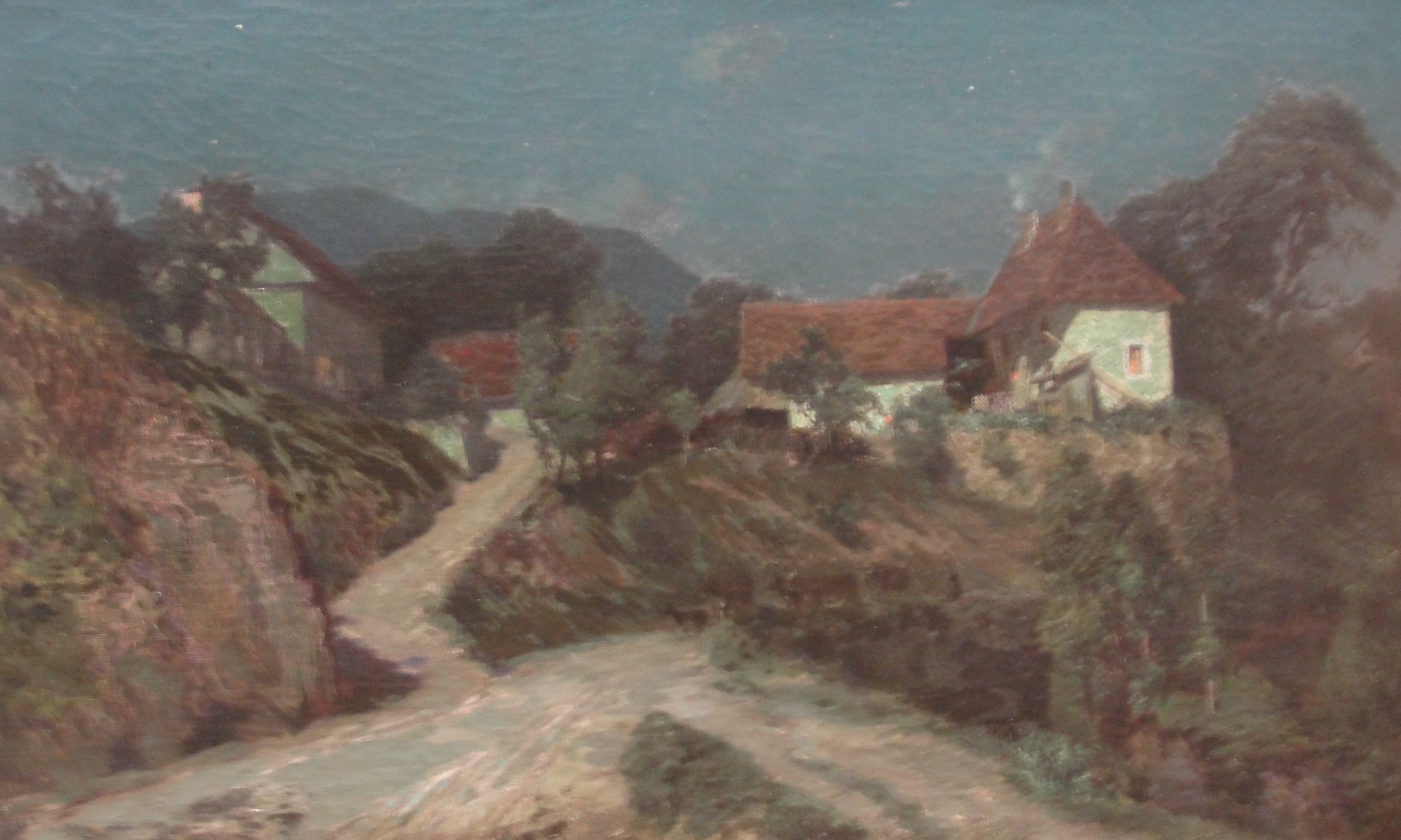
Noche clara en Saint-Pierre-d'Entremont, alrededor de 1902

- Henri-Constantin Renard-Brault, Retrato de Ernest Hareux, óleo sobre lienzo. Coll. Museo de Grenoble.